# Méaudre
Méaudre korábbi község (település) Franciaországban, Isère megyében. 2016. január 1-jén Autrans községgel egyesült és Autrans-Méaudre en Vercors új község része lett.
Lakosainak száma 1470 fő (2018. január 1.). Méaudre Autrans községgel határos.

## Népesség
A település népességének változása:
| Lakosok száma | 549  | 572  | 588  | 840  | 1039 | 1281 | 1357 | 3096 | 1457 | 1470 |
|               | 1962 | 1968 | 1975 | 1990 | 1999 | 2008 | 2013 | 2016 | 2017 | 2018 |

## Testvérvárosok
- Locmaria, Franciaország